# القصيص (مترو دبي)
محطة القصيص (بالإنجليزية: Al-Qusais station)‏؛ هي محطة نقل سريع على الخط الأخضر لشبكة مترو دبي التي تخدم دبي في الإمارات العربية المتحدة.
افتتحت المحطة كجزء من الخط الأخضر في 9 سبتمبر 2011. وهي قريبة من مدرسة السلام المجتمعية ومركز شرطة القصيص. كما تقع المحطة بالقرب من عدد من خطوط الحافلات.